# Gooseberry Falls State Park
Gooseberry Falls State Park ist ein rund 678 Hektar großer State Park an der Küste des Oberen Sees in Minnesota. Er liegt rund 20 Kilometer nordöstlich von Two Harbors im Lake County. Hauptattraktion des State Parks sind die Wasserfälle des Gooseberry River.
Die erste Erwähnung findet der Gooseberry River in einer Landkarte von 1670. Benannt wurde der Fluss nach dem französischen Erforscher und Pelzhändler Médard des Groseilliers oder dem Wort Shab-on-im-i-kan-i-sibi der Anishinabe-Indianer, welches beides übersetzt Stachelbeere (engl. Gooseberry) bedeutet. In den 1870er Jahren begann in der Gegend der kommerzielle Fischfang. Ab etwa 1890 wurde die Region forstwirtschaftlich genutzt. 1900 baute die Nestor Logging Company ihren Unternehmenssitz an der Flussmündung des Gooseberry River. Das gerodete Holz wurde an die Küste transportiert und dort verschifft. Anfang der 1920er Jahre war durch die Rodung und verschiedene Waldbrände fast der komplette Kiefernbestand der Region vernichtet. Nachdem in den 1920er Jahren der Tourismus an der Nordküste des Oberen Sees einsetzte, bestand in der Bevölkerung die Befürchtung, dass die landschaftlich attraktive Gegend um den Gooseberry River eines Tages nur „den Reichen“ zugänglich wäre. Aus diesem Grund wurde das Gebiet 1933 von dem Parlament Minnesotas zu einer Schutzzone erklärt. Die Civilian Conservation Corps begannen mit der Planung und dem Aufbau eines State Parks. 1937 wurde das Gebiet zum Gooseberry Falls State Park ernannt.
Die Felsenküste und die fünf Wasserfälle, die sich in obere, mittlere und untere Wasserfälle aufteilen, bevor der Fluss in den Oberen See mündet, gehören zu den größten Sehenswürdigkeiten des Parks. Insgesamt rund 30 Kilometer an Wander- und Mountainbikewegen führen durch das Gelände. Darüber hinaus verfügt der State Park über einen Campingplatz. 1996 wurde ein Joseph N. Alexander-Besucherzentrum eröffnet. Die jährliche Besucherzahl liegt bei rund 593.000 (Stand 2004).